# Sporto Kantes
Sporto Kantes est un groupe d'electro français formé en 1998 par Benjamin Sportès et Nicolas Kantorowicz, qui se sont séparés en 2013.

## Biographie
Le groupe est né de la rencontre entre Benjamin Sportès, batteur de The Wanderers (rockabilly) entre 1982 et 1986, et Nicolas Kantorowicz, bassiste des Wampas entre 1987 et 1992. Ils se rencontrent en 1991 et forment ensemble le groupe Torpedo avec des musiciens anglais que Sportès a rencontré à Londres. Ce groupe sort deux albums et se sépare en 1996. Sportès et Kantorowicz créent ensemble le groupe Sporto Kantes en 1998. Après deux EP, ils sortent un premier album, Act 1, en 2001. En 2004 sort 2nd Round qui ne rencontre pas autant de succès que le premier album. Les deux compères se consacrent chacun à projets musicaux parallèles : musique électronique pour Nicolas Kantorowicz (Williams Traffic, duo avec Frank Williams) et chanson pour Benjamin Sportès (sous son seul patronyme).
En 2007, le groupe est popularisé avec l’utilisation du titre Lee dans une publicité pour Fructis de Garnier, titre qui est ensuite réutilisé pour le générique de la série française Kaboul Kitchen en 2012. En mai 2008, le troisième album, intitulé 3 at Last, naît de la fusion des projets Sportès et Sporto Kantes. Benjamin Sportès compose puis Nicolas Kantorowicz assure la réécoute et propose d’adapter certains titres. En septembre, le titre Whistle est utilisé dans une publicité pour Renault Twingo, ce qui rend le groupe encore plus populaire.
Un ultime album, nommé 4, paraît en 2012, puis le groupe fait une dernière tournée avant de se séparer en 2013. Benjamin Sportès fait alors une pause musicale avant de se consacrer à son nouveau groupe : Futuro Pelo. Nicolas Kantorowicz se produit quant à lui sous le nom de DJ Kantes.

## Style musical
Leurs albums mélangent au style électro plusieurs genres de musique : dub, jazz, rock, reggae, hip-hop, musique classique, brésilienne ou funk.

## Projets parallèles
Sportès a également réalisé un album solo, Fartas, en 2005. On y retrouve une collaboration avec Youcef Seddas, membre du groupe de hip-hop algérien Intik.
À partir de 2016, Benjamin Sportès crée un nouveau projet nommé Futuro Pelo. Il sort deux EP en 2017 et 2018. Le 7 janvier 2022, il sort son album Tango.
Kantorowicz travaille sur le projet Williams Traffic avec Frank Williams, avec lequel il sort Williams Traffic and the Fugitive en 2001 et Brian Dreams en 2006.

## Discographie

### Albums studio
- 2001 : Act 1 (Catalogue)

1. Confused (contient un sample de Happiness is Just Around the Bend par The main ingredient [8])
2. Go
3. Xx Live
4. Party
5. Mundo
6. 18h27
7. Nickson
8. Car Video
9. Never Trust A Guy...(Who's Never Been A Punk)
10. Gimme Five
11. Oh Nuit
12. Buster
13. Niño

- 2004 : 2nd Round (Catalogue)

1. Surprise
2. Impressed
3. Lee
4. Makaïn Muskil
5. Tell Me
6. Heart
7. Ambre
8. Funky
9. Yardie's Night
10. Regular Customer
11. Out of the Block
12. New Wave

- 2008 : 3 at Last (Le Village Vert)

1. Concrete
2. Whistle
3. Liquid
4. Fight
5. Da Rock
6. Sick Song
7. Roma's Life
8. Waiting Man
9. U Are the Light
10. Tower
11. Slits
12. 12 of July

- 2012 : 4 (Green United Music)

1. The Prince Is Dead
2. F****n' Country
3. Going Tonight
4. Gettin' On
5. Once Upon a Time
6. Holiday
7. Le Visage Vert
8. My Life
9. Caligari
10. Electric Sylvie
11. Wrong Day
12. I Love U
13. Big Girl

### EP
- 1998 : Nickson (Catalogue)
- 1999 : Party (Catalogue)

### Compilations
Des morceaux de Sporto Kantès figurent sur plusieurs compilations du label Catalogue :
- 2000 : Catalogue 2000
- 2002 : Catalogue 2002
- 2002 : The Catalogue of... (compilation de morceaux choisis par le groupe)

### Best of
- 2013 : Beast off (Green United Music)

## Utilisations de leur musique
- Publicité Fructis de Garnier en 2007 : Lee.
- Publicité Renault Twingo II en 2008 : Whistle.
- Générique de fin de la série française Kaboul Kitchen, diffusée en 2012 : Lee.
- Film La Vie d'Adèle sorti en 2013 : Whistle.
- Générique de l'émission de cinéma On aura tout vu sur France Inter : Dark Blue (EP, I Man Dub), remix du morceau pour le générique par Williams Traffic[9].